# Народный поэт Республики Башкортостан
Народный поэт Башкортостана (баш. Башҡортостандың халыҡ шағиры) — почётное звание Республики Башкортостан.

## История
22 октября 1939 года был утверждён Указ Президиума Верховного Совета Башкирской АССР «Об установлении почётного звания "Народный поэт Башкирской АССР"».
18 апреля 1996 года Указом Президента Республики Башкортостан было утверждено «Положение о почётном звании "Народный поэт Республики Башкортостан"». Согласно указу, почётное звание присваивается «выдающимся поэтам, имеющим особые заслуги в развитии башкирской литературы, создавшим пользующиеся большой популярностью в народе глубокоидейные и высокохудожественные произведения, ведущим активную общественно-политическую деятельность».

## Основания награждения
Звание присваивается Президентом Республики Башкортостан, после рассмотрения им представления к присвоению почётного звания «Народный поэт Республики Башкортостан» и наградного листа установленного образца.
Лицам, удостоенным почётного звания, вручаются Грамота Республики Башкортостан о присвоении почётного звания и нагрудный знак «Народный поэт Республики Башкортостан», который носится на правой стороне груди.

## Список обладателей почётного звания

### «Народный поэт Башкирской АССР»
- Мажит Гафури (1923)
- Рашит Нигмати (1959)
- Мустай Карим (1963)
- Сайфи Кудаш (1964)

### «Народный поэт Республики Башкортостан»
- Рами Гарипов (1992)
- Назар Наджми (1992)
- Бикбаев, Равиль Тухватович (1992)
- Атнабаев, Ангам Касимович (1997)
- Каримов, Марат Набиевич (2003)
- Юсупов, Тимербай Юсупович (2003)
- Филиппов, Александр Павлович (2004)
- Игебаев, Абдулхак Хажмухаметович (2010)
- Кадим Аралбай (2011)
- Тугузбаева, Факия Хадыевна (2014)
- Юнусова, Гульфия Азнагуловна (2015)
- Назаров, Хасан Мударисович (2017)
- Ганиева, Тамара Ахметшарифовна (2019)
- Шакуров Рашит Закирович (2021)
- Ситдыкова, Гузаль Рамазановна (2022)